# Ernest Joy
Ernest Joy, anche Ernest C. Joy, (Iowa, 20 gennaio 1878 – Los Angeles, 12 febbraio 1924), è stato un attore statunitense del cinema muto.

## Biografia
Nato nello Iowa, Ernest Joy debuttò sullo schermo a 33 anni nel 1911 con un film dell'Eclair American, Hands Across the Sea in '76, diretto da Lawrence B. McGill e con protagonista Dorothy Gibson. Nel corso della sua carriera, che durò fino al 1920, girò 76 pellicole. Nell'ultimo film, What's Your Hurry?, che aveva come protagonista Wallace Reid, ebbe solo un piccolo ruolo.
Morì il 12 febbraio 1924 a Los Angeles a 46 anni.

## Filmografia
La filmografia è completa.

### Attore
- Hands Across the Sea in '76, regia di Lawrence B. McGill - cortometraggio (1911)
- For the Man She Loved - cortometraggio (1913)
- When the Debt Was Paid - cortometraggio (1913)
- A Mix-Up in Pedigrees - cortometraggio (1913)
- The Oath of Tsuru San, regia di Lucius Henderson - cortometraggio (1913)
- The Tomboy's Race, regia di Lucius Henderson - cortometraggio (1913)
- L'article 47 - cortometraggio (1913)
- An Accidental Clue, regia di Albert W. Hale - cortometraggio (1913)
- The Helping Hand - cortometraggio (1913)
- Romance and Duty - cortometraggio (1913)
- A Man's Awakening - cortometraggio (1913)
- The Prisoner of the Mountains - cortometraggio (1913)
- Helen's Stratagem - cortometraggio (1913)
- Educating His Daughters - cortometraggio (1914)
- Sorority Initiation - cortometraggio (1914)
- The Power of the Mind - cortometraggio (1914)
- The Thief and the Book - cortometraggio (1914)
- Just a Song at Twilight - cortometraggio (1914) (1914)
- The Clerk - cortometraggio (1914)
- The Reform Candidate - cortometraggio (1914)
- The Stronger Hand - cortometraggio (1914)
- Atonement - cortometraggio (1914)
- In the Spider's Web - cortometraggio (1914)
- His Punishment - cortometraggio (1914)
- Salomy Jane, regia di Lucius Henderson e William Nigh (1914)
- Cameo Kirby, regia (non accreditato) di Oscar Apfel (1914)
- Mignon, regia di Alexander E. Beyfuss (1915)
- The Goose Girl, regia di Frederick A. Thomson (1915)
- After Five, regia di Oscar Apfel e Cecil B. DeMille (1915)
- The Country Boy, regia di Frederick A. Thomson (1915)
- Snobs, regia di Oscar Apfel (1915)
- The Woman, regia di George Melford (1915)
- Stolen Goods, regia di George Melford (1915)
- The Wild Goose Chase
- Chimmie Fadden, regia di Cecil B. DeMille (1915)
- The Clue, regia di James Neill e Frank Reicher (1915)
- The Voice in the Fog, regia di J.P. McGowan (1915)
- Armstrong's Wife, regia di George Melford (1915)
- Chimmie Fadden Out West, regia di Cecil B. DeMille (1915)
- The Immigrant, regia di George Melford (1915)
- The Golden Chance, regia di Cecil B. DeMille (1915)
- Temptation, regia di Cecil B. DeMille (1916)
- Pudd'nhead Wilson, regia di Frank Reicher (1916)
- The Blacklist, regia di William C. de Mille (1916)
- The Sowers, regia di William C. de Mille e Frank Reicher (1916)
- The Race, regia di George Melford (1916)
- The Heart of Nora Flynn, regia di Cecil B. DeMille (1916)
- Maria Rosa
- The Clown, regia di William C. de Mille (1916)
- The Dupe, regia di Frank Reicher (1916)
- The Heir to the Hoorah, regia di William C. de Mille (1916)
- Unprotected, regia di James Young (1916)
- Gentlemen (The Victoria Cross), regia di Edward LeSaint (1916)
- Giovanna d'Arco (Joan the Woman), regia di Cecil B. DeMille (1916)
- L'odio del rajah (Each to His Kind), regia di Edward J. Le Saint (1917)
- The American Consul. regia di Rollin S. Sturgeon (1917)
- The Silent Partner, regia di Marshall Neilan (1917)
- The Inner Shrine, regia di Frank Reicher (1917)
- Forbidden Paths, regia di Robert Thornby (1917)
- The Squaw Man's Son, regia di Edward J. Le Saint (1917)
- Hashimura Togo, regia di William C. de Mille (1917)
- Little Miss Optimist, regia di Robert Thornby (1917)
- The Call of the East, regia di George Melford (1917)
- Nan of Music Mountain, regia di George Melford e (non accreditato) Cecil B. DeMille (1917)
- The Devil-Stone, regia di Cecil B. DeMille  (1917)
- Jules of the Strong Heart, regia di Donald Crisp (1918)
- Rimrock Jones, regia di Donald Crisp (1918)
- One More American, regia di William C. de Mille (1918)
- The House of Silence, regia di Donald Crisp (1918)
- The White Man's Law, regia di James Young (1918)
- Believe Me, Xantippe, regia di Donald Crisp (1918)
- We Can't Have Everything, regia di Cecil B. DeMille (1918)
- The Firefly of France, regia di Donald Crisp (1918)
- The Goat, regia di Donald Crisp (1918)
- Johnny Get Your Gun, regia di Donald Crisp (1919)
- The Dancin' Fool, regia di Sam Wood (1920)
- Notte di peccato (A Lady in Love), regia di Walter Edwards (1920)
- Notorious Miss Lisle, regia di James Young (1920)
- What's Your Hurry?, regia di Sam Wood (1920)

### Direttore di produzione
- Three Black Eyes, regia di Charles Horan (1919)